# Hôtel des Roches Noires. Trouville
Hôtel des Roches Noires. Trouville is een schilderij van Claude Monet. Hij schilderde het in de zomer van 1870 aan de kust van Normandië. Sinds 1986 maakt het deel uit van de collectie van het Musée d'Orsay in Parijs.

## Voorstelling
Door de opkomst van de spoorwegen in de negentiende eeuw werden de stranden van Normandië goed bereikbaar voor de Parijse bourgeoisie. Overal langs de kust verschenen daarom chique hotels. Een van de bekendste daarvan was het Hôtel des Roches Noires in Trouville-sur-Mer, dat beroemdheden als Marcel Proust en Marguerite Duras tot zijn gasten mocht rekenen. In de zomer van 1870 verbleef ook Monet in Trouville met zijn vrouw Camille, met wie hij op 28 juni van dat jaar getrouwd was, en zijn zoon Jean. Omdat zijn financiële situatie er bijzonder slecht voor stond, kon hij zich echter alleen een vakantie in een klein pension ver van het strand veroorloven. Net zoals tijdens eerdere bezoeken aan de kust schilderde Monet volop strandtaferelen.
Op Hôtel des Roches Noires. Trouville vallen in de eerste plaats de wapperende vlaggen op, die met enkele vrije penseelstreken zijn weergegeven. Niet alleen zijn ze uiting van de fascinatie van de impressionisten voor licht en beweging, maar ook van de internationale clientèle van het hotel. De rechterhelft van het schilderij wordt volledig door dit schitterende gebouw in beslag genomen, dat Monet ondanks zijn vluchtige stijl exact heeft weergegeven. In het midden wandelen de badgasten op de promenade, die door het gekozen perspectief breder lijkt dan zij in werkelijkheid is. Hôtel des Roches Noires. Trouville is een uitstekend voorbeeld van de vernieuwende stijl van Monet en vormt tegelijkertijd een illustratie van het mondaine leven tijdens het Tweede Keizerrijk, dat een paar maanden later door de Frans-Duitse Oorlog ten einde zou komen.

## Herkomst
- vanaf 1924: in bezit van Jean Heny Laroche, Parijs.
- tot 1947: in bezit van Jacques Laroche.
- 1947: geschonken aan het Louvre met vruchtgebruik voor Jacques Laroche.
- 1976: overgebracht naar de Galerie nationale du Jeu de Paume.
- 1986: overgebracht naar het Musée d'Orsay.

## Afbeelding

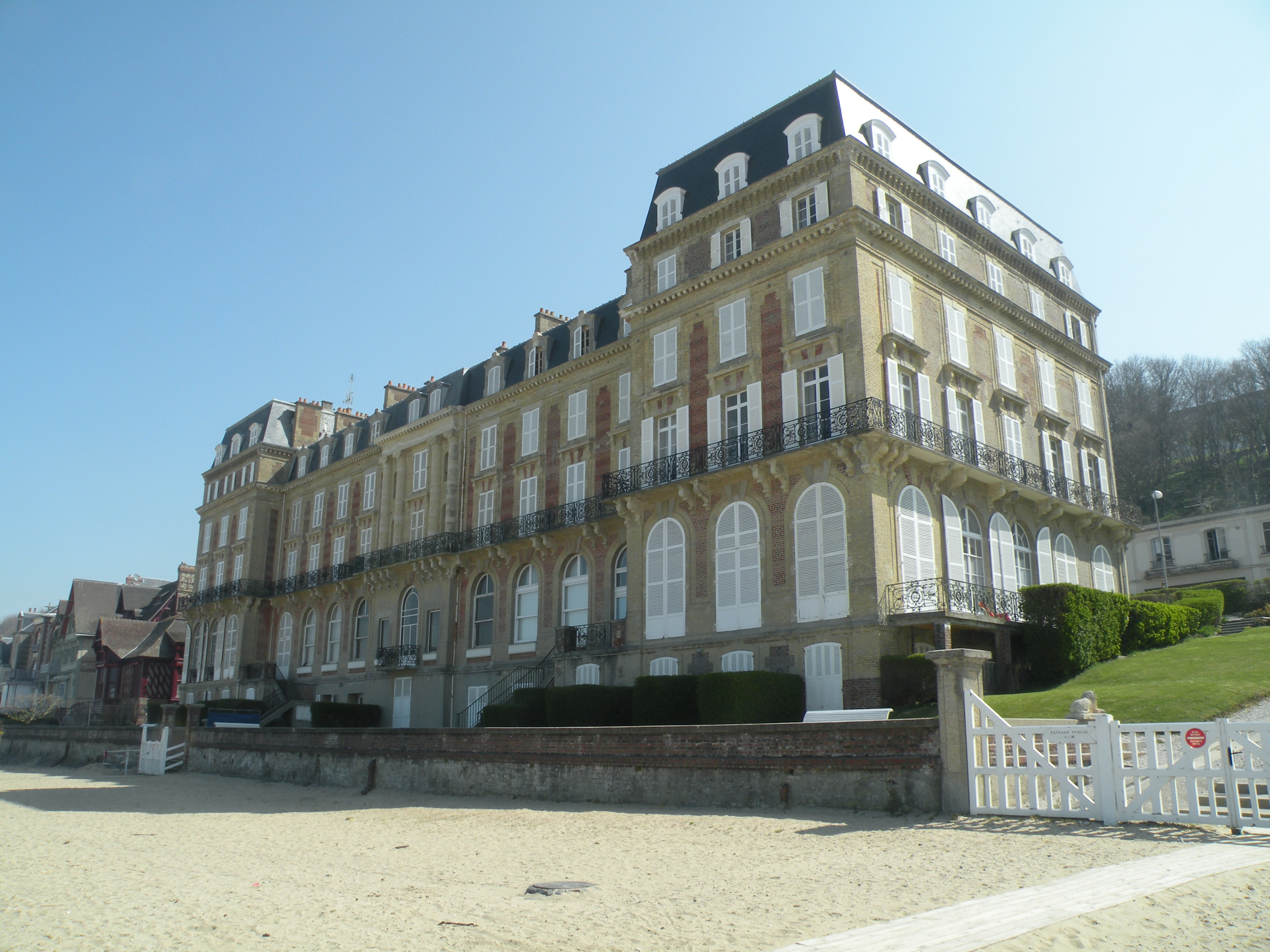
Recente foto (2010) van het Hôtel des Roches Noires, gezien vanaf het strand